# Mizuki Ikeda
Mizuki Ikeda (池田 瑞紀, Ikeda Mizuki), née le 6 août 2004 à Ōnojō est une coureuse cycliste japonaise, spécialiste des épreuves d'endurance sur piste.

## Biographie
Mizuki Ikeda est originaire de la préfecture de Fukuoka. Elle pratique le basket-ball au collège. Lorsqu'elle déménage au lycée de Kurume, elle rejoint la section cycliste locale. En 2022, elle remporte les championnats scolaires japonais de poursuite individuelle. Aux championnats d'Asie sur piste de juin 2022, elle décroche une médaille d'argent sur la course scratch chez les juniors (moins de 19 ans). Aux championnats du monde juniors organisés deux mois plus tard, elle est médaillée d'argent de la course à l'américaine avec Maho Kakita.
À partir de 2023, elle a fait partie de l'équipe nationale sur piste chez les élites, où elle fait équipe avec Yumi Kajihara, Tsuyaka Uchino et Maho Kakita. le quatuor remporte la poursuite par équipes aux championnats d'Asie de 2023 et de 2024 et aux Jeux asiatiques de 2022. Elle décroche également des médailles de bronze individuelles aux championnats d'Asie, sur la course aux points (2023) et le scratch (2024).
En cyclisme sur route, elle participe en 2023 au premier Tour de l'Avenir Femmes avec l'équipe nationale, où elle se classe 66e.

## Palmarès sur piste

### Jeux olympiques
- Paris 2024
  - 10e de la poursuite par équipes

### Championnats du monde
| Édition / Épreuve       | Poursuite par équipes | Course à l'américaine |
| Tel Aviv 2022 (juniors) |                       | Argent                |
| Glasgow 2023            | 11e                   |                       |

### Coupe des nations
- 2025
  - 3e de la course à l'élimination à Konya

### Championnats d'Asie
- New Delhi 2022 (juniors)
  -  Médaillée d'argent du scratch juniors
- Nilai 2023
  -  Championne d'Asie de poursuite par équipes
  -  Médaillée de bronze de la course aux points
- New Delhi 2024
  -  Championne d'Asie de poursuite par équipes
  -  Médaillée de bronze du scratch
- Nilai 2025
  -  Championne d'Asie de poursuite par équipes
  -  Championne d'Asie de l'omnium

### Jeux asiatiques
- Hangzhou 2022
  -  Médaillée d'or de la poursuite par équipes

### Coupe des nations
- 2024
  - 3e de la poursuite par équipes à Hong Kong

### Championnats nationaux
- 2023
  -  Championne du Japon de poursuite par équipes
  -  Championne du Japon de course à l'américaine
- 2024
  -  Championne du Japon de poursuite par équipes

## Palmarès sur route
- 2025
  -  Médaillée d'argent du championnat d'Asie du contre-la-montre par équipes mixtes